# پلیتیکن
پلیتیکن (انگلیسی: Politiken) به معنای سیاست یک روزنامه دانمارکی است که در ۱ اکتبر ۱۸۸۴ در کپنهاگ تأسیس شد.
از سال ۲۰۱۱ این روزنامه، به صورت روزنامه آنلاین نیز منتشر می‌شود. این روزنامه تا سال ۱۹۷۰ تحت نظر حزب سوسیال لیبرال دانمارک بود و سپس به صورت مستقل از نظر سیاسی منتشر شد.

## پیشینه
پلیتیکن با تیراژ روزانه ۲۰۰۰ نسخه شروع به کار کرد. در سال ۱۹۰۱ تیراژ آن ۲۳ هزار نسخه بود. در سال ۱۹۱۰ تیراژ آن به ۴۱ هزار نسخه رسید. بعداً و در طی ۴ دهه این روزنامه از نظر تعداد نسخه منتشر شده و تعداد خوانندگان به یکی از روزنامه‌های مطرح دانمارک تبدیل شد. در سال ۱۹۵۰ تیراژ آن به ۱۶۵ هزار نسخه رسید اما در سال ۱۹۶۰ تیراژ آن به ۱۴۲ هزار نسخه کاهش یافت. در ۱۹۷۰ پلیتیکن با ۱۳۴ هزار نسخه و در ۱۹۸۰ با تیراژ ۱۳۸ هزار نسخه و در ۱۹۹۰ با تیراژ ۱۵۲ هزار نسخه مورد اقبال بود. در ۱۹۹۷ تیراژ پلیتیکن به رقم ۱۴۶ هزار نسخه رسید. در ۳ ماهه اول سال ۲۰۰۰ تیراژ این روزنامه به ۱۸۵ هزار نسخه رسید و به سومین روزنامه پرفروش دانمارک تبدیل شد. در سال ۲۰۰۲ این روزنامه با تیراژ ۱۴۲ هزار نسخه بازهم رتبه سومین روزنامه پرفروش دانمارک را بدست آورد. تیراژ پلیتیکن در سال ۲۰۰۷ کاهش یافت و به ۱۱۰ هزار نسخه رسید. در سال ۲۰۱۳ تیراژ پلیتیکن به ۸۸ هزار نسخه کاهش یافت. روزنامه آنلاین پلیتیکن در سال ۲۰۱۱ ماهیانه ۸۰۰ هزار کاربر را میزبانی می‌کرد؛ و دهمین وبگاه از نظر بازدید در دانمارک بود.